# آذین قارونی
آذین قارونی (زاده ۲۶ اردیبهشت ۱۳۷۲) بازیکن راست دست هاکی روی یخ اهل ایران است.
قارونی عضو تیم باشگاهی هاکی فرمانیه و مدافع تیم ملی هاکی روی یخ بانوان ایران است. وی در مسابقات هاکی روی یخ بانوان قهرمانی آسیا و اقیانوسیه ۲۰۲۳ به مدال تیمی نقره دست یافت.
قارونی در این بازی‌ها در هر ۶ مسابقه به میدان رفت.